# Eriosema sacleuxii
Espèce
Eriosema sacleuxii est une espèce de plantes à fleurs de la famille des Fabaceae et du genre Eriosema, présente en Afrique tropicale.
Son épithète spécifique sacleuxii rend hommage au père Charles Sacleux, collecteur de plantes en Afrique orientale.

## Description
C'est une plante géophyte d'une hauteur de 20-40 cm, avec une touffe de 6 à 10 tiges grêles et de petites fleurs,.

## Distribution
L'espèce est présente en Afrique tropicale, au Bénin, au Burkina Faso, au Tchad, en république centrafricaine.

## Habitat
On la rencontre dans les rocailles, les savanes boisées. 